# Кармен-сюїта
«Кармен-сюїта» — балет на одну дію на музику  французького композитора Жоржа Бізе ( 1875) в оркестровці Родіона Щедріна ( 1967).
Заснований на опері «Кармен», музичний матеріал якої Щедріним істотно перекомпонаний, стиснутий і переоркестрований. За мотивами новели Проспера Меріме, що лягла в основу опери, лібрето балету написав його перший постановник, кубинський балетмейстер Альберто Алонсо. Сценографія Бориса Мессерера.
- 20 квітня 1967 року відбулася прем'єра у Большому театрі (Москва). Партію Кармен виконала Майя Плісецька (екранізований в 1969 та 1978 роках).
- 1 серпня 1967 року — прем'єра в Національному балеті Куби, Гавана) Партія Кармен — Алісія Алонсо[1] (екранізований в 1968, 1972 та 1973 роках).
- В Україні балет вперше був поставлений в Одесі та Києві (1973).

## Структура
- Вступ
- Танець
- Перше інтермецо
- Розведення варти
- Вихід Кармен і хабанера
- Сцена
- Друге інтермецо
- Болеро
- Тореро
- Тореро і Кармен
- Адажіо
- Ворожіння
- Фінал

## Зміст балету
Зміст «Кармен-сюїти» в постановці Альберто Алонсо:
У центрі балету — трагічна доля циганки Кармен і солдата Хозе, що закохався у неї, і якого Кармен залишає заради молодого Тореро. Взаємовідносини героїв і загибель Кармен від руки Хозе зумовлені Долею. Таким чином, історія Кармен (в порівнянні з літературним першоджерелом і оперою Бізе) вирішена в символічному плані, що посилено єдністю місця дії (майданчик кориди).

## Балет на сценах театрів України
- 25 травня 1973 року відбувлася прем'єра балету в Київському державному театрі опери і балету ім. Тараса Шевченка. Лібретто і хореографія Альберто Алонсо[3].
- 4 листопада 1973 року — прем'єра в Харківському театрі опери та балету ім. М. Лисенка.
- 1973 рік — в Одеському театрі опери та балету.
- 2002 рік — у  Львівському національному академічному театрі опери та балету ім. Соломії Крушельницької[4].